# Paris Jean-Bouin (tennis)
Le Paris Jean-Bouin Tennis est une section sportive du club omnisports du Paris Jean-Bouin.

## Palmarès
- Championnat de France de N1A Hommes (3)
  - Champions de France de 2005 à 2007
- Championnat de France de N1A Femmes (11)
  - Championnes de France de 1978 à 1986

## Anciens joueurs
- Paul-Henri Mathieu
- Nicolas Mahut
- Richard Gasquet
- Julien Varlet
- Arnaud Di Pasquale
- Édouard Roger-Vasselin
- Gaël Monfils
- Éric Prodon
- Charles Auffray